# Robert von Lehmann
Robert Franz Freiherr von Lehmann (* 25. Juli 1818 in Darmstadt; † 28. August 1878 ebenda) war ein hessischer Oberförster und Politiker und Abgeordneter der 2. Kammer der Landstände des Großherzogtums Hessen.

## Leben
Robert von Lehmann war der Sohn des Regierungsrates Johann Matthias von Lehmann (1778–1853) und dessen Ehefrau Caroline Wilhelmine, geborene Malapart. Lehmann, der evangelischen Glaubens war, heiratete am 19. Mai 1857 Mathilde Sophie Jeanette geborene von Willich gen. von Pöllnitz (1832–1912), die Tochter des Landtagsabgeordneten Karl von Willich gen. von Pöllnitz.
Von Lehmann studierte Forstwissenschaften und war Forstkandidat in Darmstadt, ab 1847 Revierförster in Dudenhofen und später in Ober-Roden. 1852 wurde er Revierförster im Forstrevier Dieburg, wo er 1853 Oberförster wurde.
Von 1851 bis 1856 gehörte er der Zweiten Kammer der Landstände an. Er wurde für den Wahlbezirk Starkenburg 14/Babenhausen gewählt.